# Miss Surda Brasil 2014
Miss Surda Brasil 2014 foi a terceira edição do concurso nacional Miss Surda Brasil que tem o intuito de eleger, dentre todas as candidatas deficiente auditivas dos estados participantes, a que melhor possa representar a beleza e a cultura do seu país no Miss Deaf World e também no Miss Deaf International. O evento ocorreu no Hotel Vila Galé, em Fortaleza, no estado do Ceará. Foram apenas dez candidatas disputando pelo título.  

## Resultados
| Colocação         | Estado                               |
| Miss Surda Brasil | - Rio Grande do Norte - Isabel Maia  |
| 2º. Lugar         | - Rio Grande do Sul - Larissa Bianca |
| 3º. Lugar         | - São Paulo - Elisabeth Jesus        |
| 4º. Lugar         | - Paraíba - Rebeca Jales             |
| 5º. Lugar         | - Amazonas - Kate Anne Gama          |

### Premiação Especial
- O concurso distribuiu somente uma premiação este ano:

| Colocação           | Estado                      |
| Melhor Traje Típico | - Amazonas - Kate Anne Gama |

## Candidatas
- Todas as dez candidatas aspirantes ao título nacional estão listadas corretamente abaixo: [3]

| Miss Surda Brasil 2014 |                     |                   |       |
| Num.                   | Estado              | Candidata         | Idade |
| 01                     | Amazonas            | Kate Anne Gama    | 26    |
| 02                     | Ceará               | Samara Eufrásio   | 18    |
| 03                     | Distrito Federal    | Marcielly Santana | 19    |
| 04                     | Goiás               | Nayara Vieira     | 25    |
| 05                     | Paraíba             | Rebeca Jales      | 26    |
| 06                     | Piauí               | Juliana Costa     | 18    |
| 07                     | Rio Grande do Norte | Isabel Maia       | 23    |
| 08                     | Rio Grande do Sul   | Larissa Bianca    | 24    |
| 09                     | Santa Catarina      | Mariana Veiga     | 22    |
| 10                     | São Paulo           | Elizabeth Jesus   | 24    |